# 周彤 (1964年)
周彤（1964年10月—），男，中国自动化控制专家，清华大学自动化系教授。长期从事系统辨识、控制系统分析与设计、信号处理等方面的研究工作。

## 生平
1984年毕业于成都电讯工程学院，获自动控制工学学士学位。1988年毕业于电子科技大学，获自动控制理论与应用工学硕士学位。1991年毕业于日本金泽大学，获电气与电子工程工学硕士学位。1994年毕业于日本大阪大学，获产业机械专业工学博士学位。1995年至1997年，在北京航空航天大学从事博士后研究。1997年至1999年，担任日本东京工业大学助理教授。1999年入职清华大学，2001年获批为博士生导师。2018年入选IEEE Fellow。2019年当选中国自动化学会会士。2020年主持完成的项目“大规模网络化系统基本特性分析与分布式鲁棒状态估计”获中国自动化学会自然科学奖一等奖。